# Omerta (joc video)
Omerta este un MMORPG pentru browser, lansat în 2003. Jucătorul este în ipostaza unui gangster ai anilor 1930. Jucătorii cresc în nivel prin furtul mașinilor, comiterea diverselor crime, ajutarea la evadări din închisoare și făcând contrabandă cu alcool și diverse narcotice.

## Istoric
Omerta a devenit public pe 26 septembrie 2003 cu prima versiune cunoscută sub numele Omerta 1.0. A fost original scrisă de Moritz Daan ca un proiect de amator din orașul său natal Groningen . 

În trei luni jocul a adunat 3000 de membrii activi cu o medie de 150 de jucători online, culminând la 500. Pe parcursul celor 5 ani de la lansare jocul a avut în jur de 3,5 milioane de înregistrări unice în total pe toate versiunile sale.

După creșterea inițială a joculul , Steve Biddick a cumpărat majoritatea acțiunilor Omerta Game Limited la mijlocul anului 2004 , devenind astfel CEO-ul Omerta Game Ltd . Compania a fost mutată din Groningen, Olanda, în Hull, Marea Britanie - reședința curentă.
Versiunea inițială 1.0 nu era suficient de stabilă, și era ușor de trișat. Jocul a fost resetat în ianuarie 2004 la versiunea 2.0. Aceasta a fost prima versiune care a introdus Captchas ca o metodă împotriva trișatului. Cu resetul versiunii 2.0 jocul a fost mutat de shared hosting pe un server dedicat pentru a putea face față numărului tot mai mare de jucători. 
În iulie 2004, versiunea 2.0 a ajuns la capăt deoarece jocul era încă încet și instabil . Codul sursă a fost revizionat și parțial re-scris pentru a putea face față mai multor jucători, și o limită de clickuri a fost introdusă. Noul server a fost închiriat pentru a susține jocul și a fost lansat în aceeași luna ca versiunea 2.1. 
În iulie 2005 Omerta 2.2 a fost lansată. După aceasta, jocul a fost actualizat și resetat o dată la 6 luni. În versiunea 2.4 au fost lansate noi acțiuni precum Mega Crima Organizata și un nou "kill" algoritm . În iulie 2009 a fost lansată ultima versiune - 3.0. 
În ianuarie 2008 Omerta s-a mutat pe un nou provider, și are la momentul actual 20 de servere active ce ruleaza FreeBSD . 

În prima lună de dupa lansare, mai mult de 100 000 de jucători s-au înregistrat . 

## Gameplay
Omerta este un RPG strategic , bazat pe activități criminale pentru a câștiga bani și experiență. Familiile, formate împreună cu alți jucători, au lupte de putere pentru a deveni familia dominantă în joc. Unul dintre cele mai importante bunuri este funcția "Kill", folosită pentru a ucide alți jucători și a obține bani și produse. Jucând jocul vei crește în nivel și comparativ cu ceilalți jucători dar și în interiorul familiei pentru a deveni "don"-ul familiei.

## Model de plată
Deși Omerta este un joc gratuit (free to play), nu are bannere sau alte reclame și nici o activitate plătită ce ar limita experienta jucatorilor. Totusi, exista limita de click-uri (clicklimit) care restrictioneaza numarul de pagini pe care un jucator le poate cere la 11 pe minut iar jucătorul poate cumpăra un cod care îi mărește această limită la 40 de pagini pe minut . 
Un al doilea cod permite jucătorului mai mult spațiu de stocare în inbox și un profil mai mare. Codurile pot fi cumpărate prin mesaje text sau prin auction tool-ul jocului.